# Тарасий (Антонопулос)
Митрополи́т Тара́сий (греч. Μητροπολίτης Ταράσιος; в миру Пе́трос Панайо́тис Антоно́пулос, греч. Πέτρος Παναγιώτης Αντωνόπουλος, англ. Peter C. Anton; род. 16 марта 1956, Гэри, Индиана) — епископ Константинопольской православной церкви, митрополит Родопольский (с 2019) ипертим и экзарх Лазикии; ранее — митрополит Буэнос-Айресский (2001—2019).

## Биография
Родился 16 марта 1956 года в городе Гэри, штат Индиана, США, в семье греческих эмигрантов Панайотиса Антонопулоса и Ангелы Вамворас.
В 1960 году его семья переехала в Сан-Антонио, штат Техас, где прошло его детство. Активно участвовал в жизни местного греческого православного Софийского прихода, в для которого в 1970 году он поставлен во чтеца.
В 1978 году окончил Греческое училище, а в 1980 году — Богословскую школу Святого Креста в Бруклайне.
С 1980 года служил помощником-мирянином при греческом православном храме святителя Николая в Сент-Луисе, штат Миссури.
Оконичил Университет Тринити в Сан-Антонио, штат Техас; Университете Нотр-Дам, штат Индиана, который окончил в 1983 году со степенью магистра искусств. С 1983 по 1987 год обучался в Папском Восточном институте в Риме и Папской коллегии палеографии и архивного дела в Ватикане.
В 1988 году стал административным ассистентом Атлантского епархиального управления. Затем служил кодикографом Константинопольской патриархии.
30 декабря 1990 года митрополитом Халкидонским Варфоломеем (Арходонисом) был рукоположён в сан диакона.
С 1993 года — третий, с 1995 года — второй, с 1999 года — Великий патриарший архидиакон. В этом качестве принимал участие в управлении Константинопольской архиепископией, надзирал за патриаршим Георгиевским храмом святого Георгия, за диаконами и певчими Константинопольской патриархии, сопровождал Патриарха Варфоломея на официальных визитах, представлял его на официальных встречах.
Будучи главный секретарём Священного Синода, работал с англоязычной корреспонденцией патриарха, принимал иностранные делегации, взаимодействовал с дипломатическим корпусом в Константинополе, а также участие в симпозиумах и семинарах по проблемам окружающей среды, которые созывались патриархом Варфоломеем.
Он созданием первого англоязычного путеводителя для патриаршей церкви святого Георгия и по другим святым местами Константинополя.
8 мая 2001 года был избран митрополитом Буэнос-Айресским.
27 мая того же года патриархом Варфоломеем в Прокопии Каппадокийской (Ургюпе) был рукоположён во пресвитера.
3 июня того года в Патриаршем Георгиевском соборе последовала его архиерейская хиротония с возведением в сан митрополита. Хиротонию совершили: Патриарх Константинопольский Варфоломей, митрополит Ефесский Хризостом (Константинидис), митрополит Халкидонский Иоаким (Нерандзулис), митрополит Феодоропольский Герман (Афанасиадис), митрополит Илиопольский Афанасий (Папас), митрополит Метрский Феоклит (Рокас), митрополит Селевкийский Кирилл (Драгунис), митрополит Лаодикийский Иаков (Софрониадис), митрополит Филадельфийский Мелитон (Карас), митрополит Севастийский Димитрий (Комматас), митрополит Мирликийский Хризостом (Калаидзис), митрополит Мосхонисский Апостол (Даниилидис) и митрополит Гонконгский Никита (Лулиас).
6 июня он впервые прибыл в Буэнос-Айрес, а 14 июля того же года архиепископ Американский Димитрий (Тракателлис) возглавил его настолование в Успенском кафедральном соборе.
Следуя призыву патриарха Константинопольского Варфоломея об увеличении числа клириков, имеющих турецкое гражданство, что позволяло бы в будущем участвовать в выборах патриарха Константинопольского, получил паспорт гражданина Турции.
29 ноября 2019 года назначен митрополитом Родопольским и директором института Патриарха Афинагора в Беркли.